# Guzmania betancurii
Guzmania betancurii är en gräsväxtart som beskrevs av Hans Edmund Luther. Guzmania betancurii ingår i släktet Guzmania och familjen Bromeliaceae. Inga underarter finns listade i Catalogue of Life.